# Erottaja
Erottaja, švédsky Skillnaden, znamená v překladu „oddělovač“, je náměstí ve čtvrti Kaartinkaupunki v okrese Ullanlinna v Jižním hlavním obvodu, poblíž centra Helsinek, ve Finsku.

## Další informace
Náměstí Erottaja bylo zvoleno jako oficiální geografický „nulový bod“ Helsinek. Vzdálenosti do všech ostatních měst ve Finsku jsou měřeny odtud. V praxi, náměstí slouží i jako místo setkání centrálních Helsinských dvou známých ulic, Esplanadi a Mannerheimintie. Náměstí je západním koncem parku Esplanadi, s východním koncem ležícím na tržišti. Mannerheimintie, nejdelší a nejznámější ulice v Helsinkách, začíná na Erottaja a pokračuje severozápadně, přes čtvrtě Töölö a Ruskeasuo, než se nakonec spojí s dálnicí vedoucí mimo město.
Na Erottaja je také menší autobusové nádraží. Málo linek tu začíná nebo končí, většina z nich začíná nebo končí na Kamppi Center nebo na Rautatientori.
Erottaja je také populární, protože je nejdražší v originální Finské edici Monopoly, mnohem dražší než Mannerheimintie (druhé nejdražší vůbec). Takto získalo náměstí slávu i mimo Helsinky.